# Elecciones estatales de Baja California Sur de 1977
Las elecciones estatales de Baja California Sur de 1977 se realizaron el 6 de noviembre de 1977 y en ellas se renovaron los siguientes cargos de elección popular del estado mexicano de Baja California Sur:
- 8 diputados del Congreso del Estado. 7 electos por mayoría relativa y uno designado mediante representación proporcional para integrar la II Legislatura.
- 3 ayuntamientos. Compuestos por un presidente municipal y sus regidores, electos para un periodo de tres años.

## Resultados

### Congreso del Estado de Baja California Sur
|  | 86.58 % |

|  | 6.51 % |

|  | 6.89 % |

|  | 100 % |

### Ayuntamientos
|  | 88.32 % |

|  | 6.18 % |

|  | 94.52 % |

|  | 5.48 % |